# Chancy
Chancy es una comuna suiza del cantón de Ginebra.

## Geografía
Chancy es la comuna más occidental de Suiza. Se sitúa en el lugar donde el Ródano abandona territorio helvético y corresponde igualmente al punto de más baja altitud de Romandía. Limita al norte con la comuna de Avully, al este con Avusy, al sur y oeste con las comunas francesas de Challex (FR-01), Pougny (FR-01), Valleiry (FR-74), Viry (FR-74) y Vulbens (FR-74).